# Władysław Skrzyński
Władysław Bolesław Ignacy Skrzyński h. Zaremba (ur. 21 kwietnia 1873 we Lwowie, zm. 27 grudnia 1937 w Rzymie) – polski dyplomata. Długoletni (1921–1937) poseł i ambasador II Rzeczypospolitej przy Stolicy Apostolskiej.

## Życiorys
Był wnukiem Ignacego, posła do Sejmu Krajowego Galicyjskiego. Urodził się w ziemiańskiej rodzinie Zdzisława i Celiny Celestyny Seweryny z hr. Dunin-Borkowskich h. Łabędź (1853–1934). Miał brata Ignacego (ur. 1878), attaché w Ambasadzie Austro-Węgier przy Watykanie, i siostrę Marię (1881–1934). Ukończył Liceum im. Króla Jana III Sobieskiego w Krakowie. Studiował prawo we Lwowie, Krakowie, Grazu i Monachium. W latach 1897–1899 był urzędnikiem Namiestnictwa w Grazu, następnie wstąpił do służby dyplomatycznej Austro-Węgier, pracował na placówkach w Hadze, Monachium, Brukseli i Bernie dochodząc do rangi radcy legacyjnego.
Po odzyskaniu niepodległości pracował w polskim Ministerstwie Spraw Zagranicznych. Od 11 kwietnia do 24 listopada 1919 był podsekretarzem stanu w MSZ. Od 11 marca 1920 do 31 sierpnia 1921 był posłem nadzwyczajnym i ministrem pełnomocnym w Madrycie, od 31 sierpnia 1921 posłem przy Stolicy Apostolskiej, a od 27 listopada 1924 – po podniesieniu Poselstwa RP przy Watykanie do rangi ambasady – ambasadorem. 
Jego żoną była Izabela da Silva de Santa Cruz (ur. 1880).
Zmarł w Rzymie podczas pełnienia obowiązków służbowych.

## Ordery i odznaczenia
- Wielka Wstęga Orderu Odrodzenia Polski (7 lipca 1925)[3][4]
- Krzyż Komandorski z Gwiazdą Orderu Odrodzenia Polski (2 maja 1923)[5][6]
- Medal Dziesięciolecia Odzyskanej Niepodległości[4]
- Krzyż Wielki Orderu Świętego Grzegorza Wielkiego (Stolica Apostolska)[4]
- Krzyż Wielki Orderu Piusa IX (Stolica Apostolska)[4]
- Oficer Orderu Legii Honorowej (Francja)[4]
- Kawaler Orderu Osmana (Turcja)[4][7]
- Krzyż Wojenny za Zasługi Cywilne II klasy (Austro-Węgry)[7]
- Order Korony Żelaznej III klasy (Austro-Węgry)[7]
- Krzyż Jubileuszowy dla Cywilnych Funkcjonariuszów Państwowych (Austro-Węgry)[7]
- Medal Jubileuszowy Pamiątkowy dla Cywilnych Funkcjonariuszów Państwowych (Austro-Węgry)[7]